# I-Shanghai

i-Shanghai，是上海市在中国大陆率先推出公共场所免费Wi-Fi网络服务的名称，标志由无线电波和市花白玉兰组成，意为：“爱上海”。該無線網絡服務於2012年7月27日正式推出，由上海市經濟和信息化委員會牵头，上海电信、上海移动、上海联通三家电信运营商负责建设。2015年上半年，风寻信息技术有限公司获得i-Shanghai的五年特许经营权。而艾寶俊之子艾卿曾經擔任风寻信息技术有限公司的法定代表人和经理。